# Леота, Лиана
Лиа́на Лео́та (англ. Liana Leota), в девичестве — Ба́рретт-Чейз (англ. Barrett-Chase; род. 31 октября 1984, Тайхап, Новая Зеландия) — новозеландская нетболистка. В 2009 году она завоевала «золото» на 2009 World Netball Series и вновь «золото» в 2010 году на 2010 Commonwealth Games.

## Личная жизнь
С ноября 2010 года Лиана замужем за регбистом Джонни Леота (род.1984). У супругов есть трое детей: дочь Бруклин Леота (род.2003), сын Торрес Леота (род. в июне 2012) и ещё одна дочь — Карни Леота (род. в марте 2014).